# Jason Spezza
Jason Anthony Rocco Spezza (* 13. Juni 1983 in Mississauga, Ontario) ist ein ehemaliger kanadischer Eishockeyspieler und derzeitiger -funktionär italienischer Abstammung. Der Center bestritt zwischen 2002 und 2022 über 1200 Spiele für die Ottawa Senators, Dallas Stars und Toronto Maple Leafs in der National Hockey League (NHL), nachdem ihn die Senators im NHL Entry Draft 2001 an zweiter Position ausgewählt hatten. Mit Ottawa, bei denen er den Großteil seiner Karriere verbrachte und die er in der Saison 2013/14 als Kapitän anführte, erreichte er in den Playoffs 2007 das Finale um den Stanley Cup und hält dort bis heute gültige Franchise-Rekorde. Mit der kanadischen Nationalmannschaft gewann Spezza unter anderem die Goldmedaille bei der Weltmeisterschaft 2015. Seit Juni 2023 ist er im Management der Pittsburgh Penguins tätig.

## Karriere

### Anfänge im Juniorenbereich
Seine Zeit als Junior begann Spezza 1998 bei den Brampton Battalion in der Ontario Hockey League. Schon damals wurde sein Talent erkannt und er kam mit 16 Jahren zu einigen Einsätzen im kanadischen Nationalteam. Zu seiner zweiten OHL Saison wechselte er in seine Geburtsstadt vor den Toren Torontos zu den Mississauga IceDogs. Auch seine dritte Saison brachte einen Teamwechsel. Kurz nach Saisonbeginn ging seine Reise weiter zu den Windsor Spitfires.

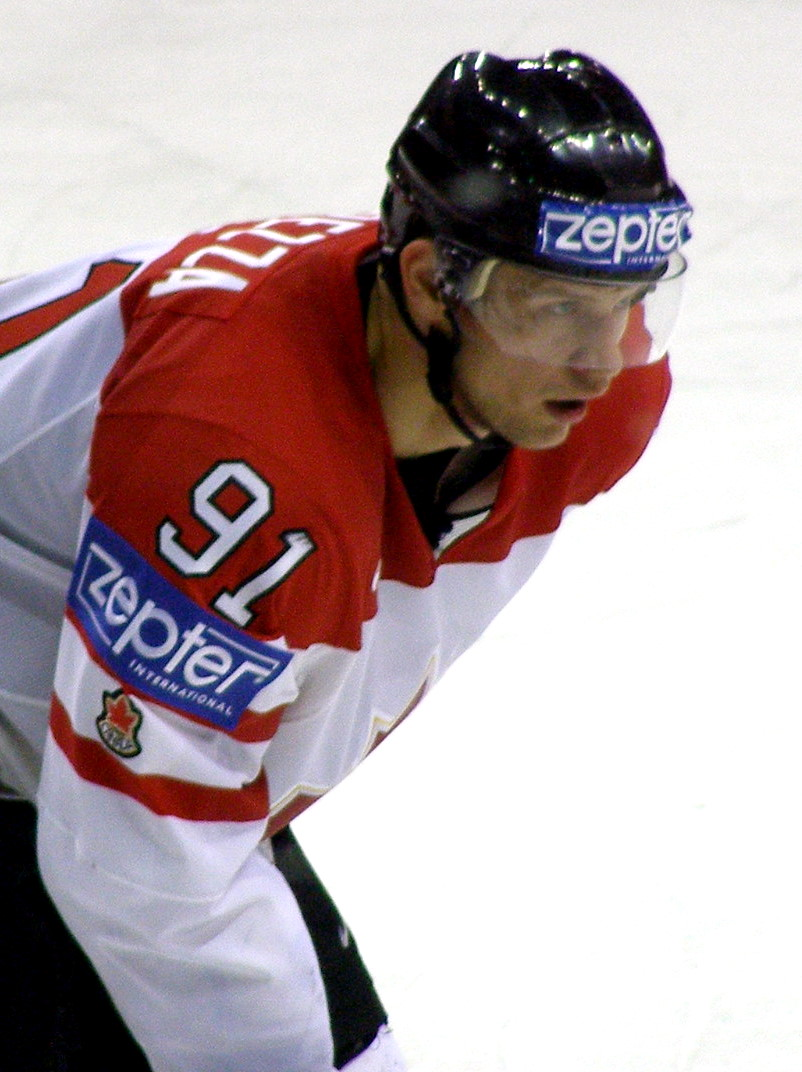
Spezza bei der Weltmeisterschaft 2008

Hervorragende 86 Punkte in 41 Spielen bestätigten erneut sein außergewöhnliches Talent und so war es keine Überraschung, dass er bereits als Zweiter hinter Ilja Kowaltschuk im NHL Entry Draft 2001 von den Ottawa Senators gezogen wurde, die dieses Draftrecht als Teil aus einem Tauschgeschäft mit den New York Islanders für Alexei Jaschin erhalten hatten. Auch seine letzte Juniorensaison brachte dann einen Wechsel. Er verließ zur Mitte der Saison Windsor und spielte für die Belleville Bulls. Nach Ende der Playoffs kam er noch zu einigen Einsätzen in der Endrunde der AHL für die Grand Rapids Griffins.

### Ottawa Senators (2002–2014)
Der Sprung in die National Hockey League (NHL) gelang Spezza nicht auf Anhieb und so begann er die Saison 2002/03 im Farmteam der Senators bei den Binghamton Senators. Die zweite Saisonhälfte spielte er dann in der NHL und war gut, aber noch nicht herausragend. Die folgende Saison war er auch noch nicht auf Topstar Niveau. Die Saison 2004/05 verbrachte er wieder in Binghamton und wurde als wertvollster Spieler der Liga mit dem Les Cunningham Award ausgezeichnet. Außerdem wurde er durch seine 117 Punkten mit der John B. Sollenberger Trophy als bester Scorer ausgezeichnet. Seine 85 vorbereiteten Tore waren eine Saisonbestmarke und der zweitbeste Wert in der Historie der American Hockey League.
Nach dem Lockout der NHL kehrte Spezza zur Saison 2005/06 ins Team der Senators zurück. Dort wurde er auf Anhieb in der nominellen ersten Angriffsreihe neben Dany Heatley und dem Kapitän Daniel Alfredsson eingesetzt. Diese Formation etablierte sich innerhalb der Spielzeit als eine der offensivstärksten der Liga, sodass Spezza in 68 Partien insgesamt 90 Scorerpunkte erzielen konnte. Auch die folgende Saison 2006/07 verlief für den Angreifer sehr erfolgreich, so konnte er 34 Treffer und 53 Torvorlagen markieren. Die Senators erreichten nach einem Sieg im Eastern-Conference-Finale gegen die Buffalo Sabres das Stanley-Cup-Finale. Dort kam die Reihe um Spezza-Heatley-Alfredsson kaum zur Entfaltung und unterlag den Anaheim Ducks in fünf Spielen.
Im November 2007 einigte sich Spezza auf eine Vertragsverlängerung mit sieben Jahren Laufzeit, die ihm ein Gehalt von insgesamt 49 Millionen US-Dollar garantierte. Im Februar 2008 gelang dem Kanadier beim 6:1-Sieg gegen die Canadiens de Montréal sein erster Hattrick in der NHL sowie das einzige Spiel in seiner Karriere mit sechs Scorerpunkten, wodurch er an allen Toren der Senators beteiligt war. Mit insgesamt 92 Scorerpunkten innerhalb der Saison 2007/08 gelang ihm zudem seine bisher punktbeste Saison in Ottawa. In der Spielzeit 2008/09 konnte Spezza nicht an die vorherigen Erfolge anknüpfen und erzielte lediglich 73 Scorerpunkte. Durch eine Verletzungspause von insgesamt 22 Partien verlief auch die folgende Saison 2009/10 für den Rechtsschützen eher enttäuschend. Beim Ausscheiden der Senators in der ersten Runde der Play-offs gegen die Pittsburgh Penguins war er zwar der offensivstärkste Spieler seiner Mannschaft, wurde jedoch aufgrund schlechten Defensivspiels und vieler Puckverluste von den Fans bei den Heimspielen ausgepfiffen.
Zur Saison 2011/12 wurde Spezza zum festen Nachfolger von Mike Fisher als Assistenzkapitän der Senators ernannt. Er absolvierte eine verletzungsfreie Saison und war nach Abschluss der Spielzeit mit 84 Punkten der fünftbeste Scorer innerhalb der NHL. Während des NHL-Lockouts der Saison 2012/13 spielte Spezza für die Rapperswil-Jona Lakers in der Schweizer National League A (NLA). Nach Beendigung des Spielerstreiks kehrte er nach Ottawa zurück, verletzte sich aber wenig später im Januar 2013 beim Spiel gegen die Pittsburgh Penguins und fiel anschließend für den Rest der regulären Saison aus. Im September 2014 übernahm er nach dem Wechsel von Daniel Alfredsson das Amt als Mannschaftskapitän der Senators.

### Dallas, Toronto und Karriereende (seit 2014)

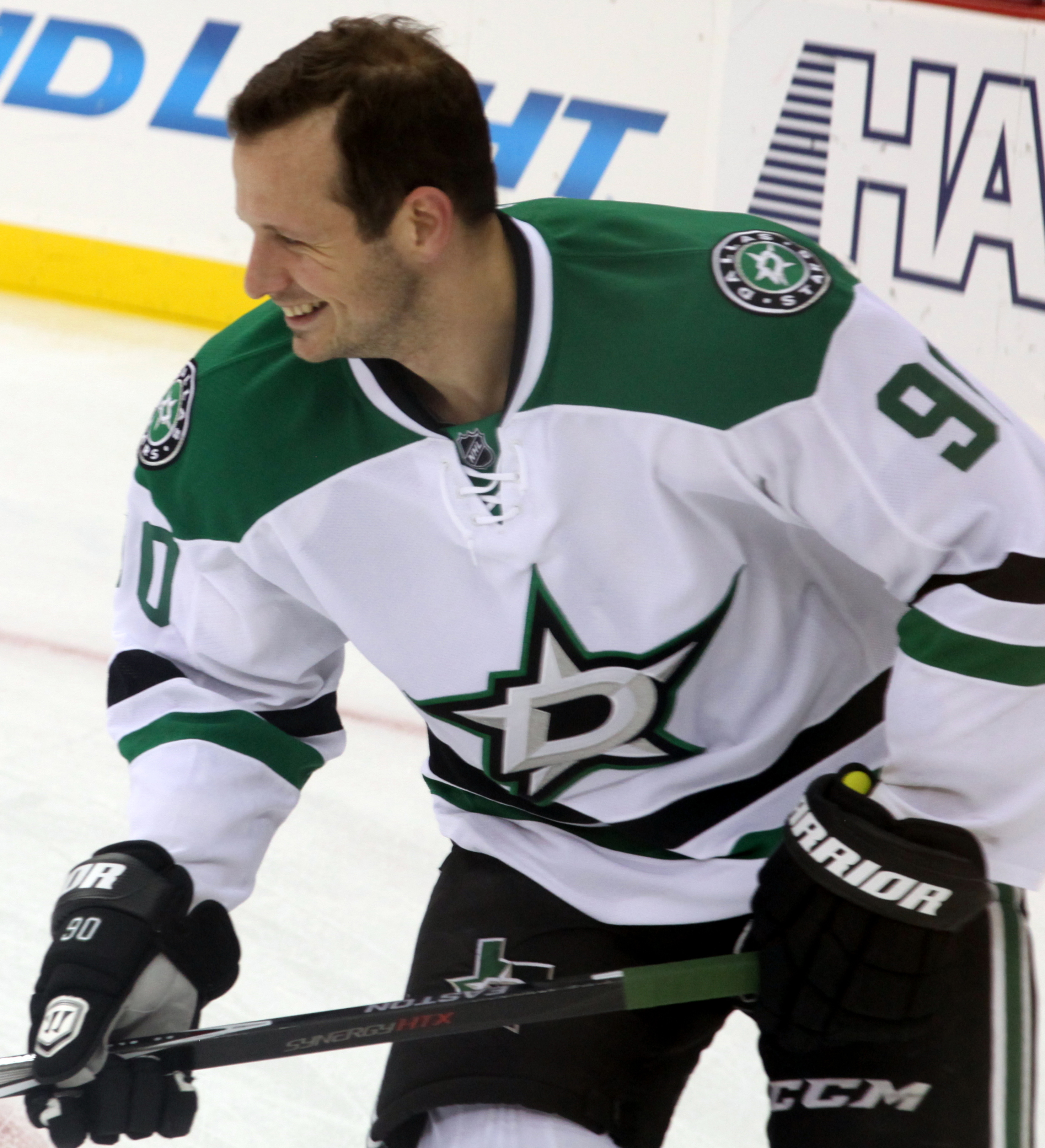
Spezza im Trikot der Dallas Stars (2014)

Nachdem Spezza zuvor bereits mehrfach den Wunsch nach einem Wechsel geäußert hatte und ein potenzieller Transfer zu den Nashville Predators aufgrund seines Vetos nicht zustande gekommen war, gaben ihn die Senators im Vorfeld der Saison 2014/15 nach 12 Jahren in Ottawa gemeinsam mit Ludwig Karlsson an die Dallas Stars ab und erhielten im Gegenzug Alex Chiasson, Alex Guptill, Nick Paul und ein Zweitrundenwahlrecht für den NHL Entry Draft 2015. Bei der Weltmeisterschaft 2015 gewann er mit der Nationalmannschaft die Goldmedaille, wobei er mit 14 Punkten Topscorer des Turniers und als bester Angreifer der WM ausgezeichnet wurde.
Im Oktober 2018 bestritt Spezza sein 1000. Spiel der regulären Saison in der NHL. Im Sommer 2019 wurde sein auslaufender Vertrag bei den Stars nicht verlängert, sodass er sich im Juli 2019 als Free Agent für ein Jahr den Toronto Maple Leafs anschloss. Dieses Engagement wurde in den beiden folgenden Jahren um je eine weitere Saison verlängert.
Nach der Saison 2021/22 verkündete Spezza das Ende seiner aktiven Karriere und wechselte mit sofortiger Wirkung als Assistent von General Manager Kyle Dubas ins Management der Maple Leafs. Insgesamt hatte er in der NHL 1248 Spiele bestritten und dabei 995 Scorerpunkte verzeichnet. Nach einer Saison dort wurde er im Juni 2023 als Assistent des General Managers von den Pittsburgh Penguins verpflichtet.

## Erfolge und Auszeichnungen
| - 1999 Jack Ferguson Award - 1999 OHL All-Rookie Team - 1999 OHL First All-Star Team - 2001 Teilnahme am CHL Top Prospects Game - 2001 OHL Third All-Star Team - 2001 CHL Top Draft Prospect Award - 2002 OHL Third All-Star Team - 2012 Spengler-Cup-Gewinn mit dem Team Canada - 2003 Teilnahme am AHL All-Star Classic | - 2003 AHL All-Rookie Team - 2005 Teilnahme am AHL All-Star Classic - 2005 Les Cunningham Award - 2005 AHL First All-Star Team - 2005 John B. Sollenberger Trophy - 2007 NHL-Spieler des Monats Dezember - 2008 Teilnahme am NHL All-Star Game - 2012 Teilnahme am NHL All-Star Game |

### International
| - 2000 Bronzemedaille bei der U20-Junioren-Weltmeisterschaft - 2001 Bronzemedaille bei der U20-Junioren-Weltmeisterschaft - 2001 All-Star-Team der U20-Junioren-Weltmeisterschaft - 2002 Silbermedaille bei der U20-Junioren-Weltmeisterschaft - 2008 Silbermedaille bei der Weltmeisterschaft - 2009 Silbermedaille bei der Weltmeisterschaft | - 2009 Bester Torschütze der Weltmeisterschaft (gemeinsam mit Niko Kapanen und Steven Stamkos) - 2015 Goldmedaille bei der Weltmeisterschaft - 2015 Topscorer der Weltmeisterschaft - 2015 Bester Stürmer der Weltmeisterschaft - 2015 All-Star-Team der Weltmeisterschaft |

## Karrierestatistik

### International
Vertrat Kanada bei:
| - U20-Junioren-Weltmeisterschaft 2000 - U20-Junioren-Weltmeisterschaft 2001 - U20-Junioren-Weltmeisterschaft 2002 - Weltmeisterschaft 2008 | - Weltmeisterschaft 2009 - Weltmeisterschaft 2011 - Weltmeisterschaft 2015 |

(Legende zur Spielerstatistik: Sp oder GP = absolvierte Spiele; T oder G = erzielte Tore; V oder A = erzielte Assists; Pkt oder Pts = erzielte Scorerpunkte; SM oder PIM = erhaltene Strafminuten; +/− = Plus/Minus-Bilanz; PP = erzielte Überzahltore; SH = erzielte Unterzahltore; GW = erzielte Siegtore; 1 Play-downs/Relegation; Kursiv: Statistik nicht vollständig)